# 里溫戈
16°20′S 22°2′E / 16.333°S 22.033°E

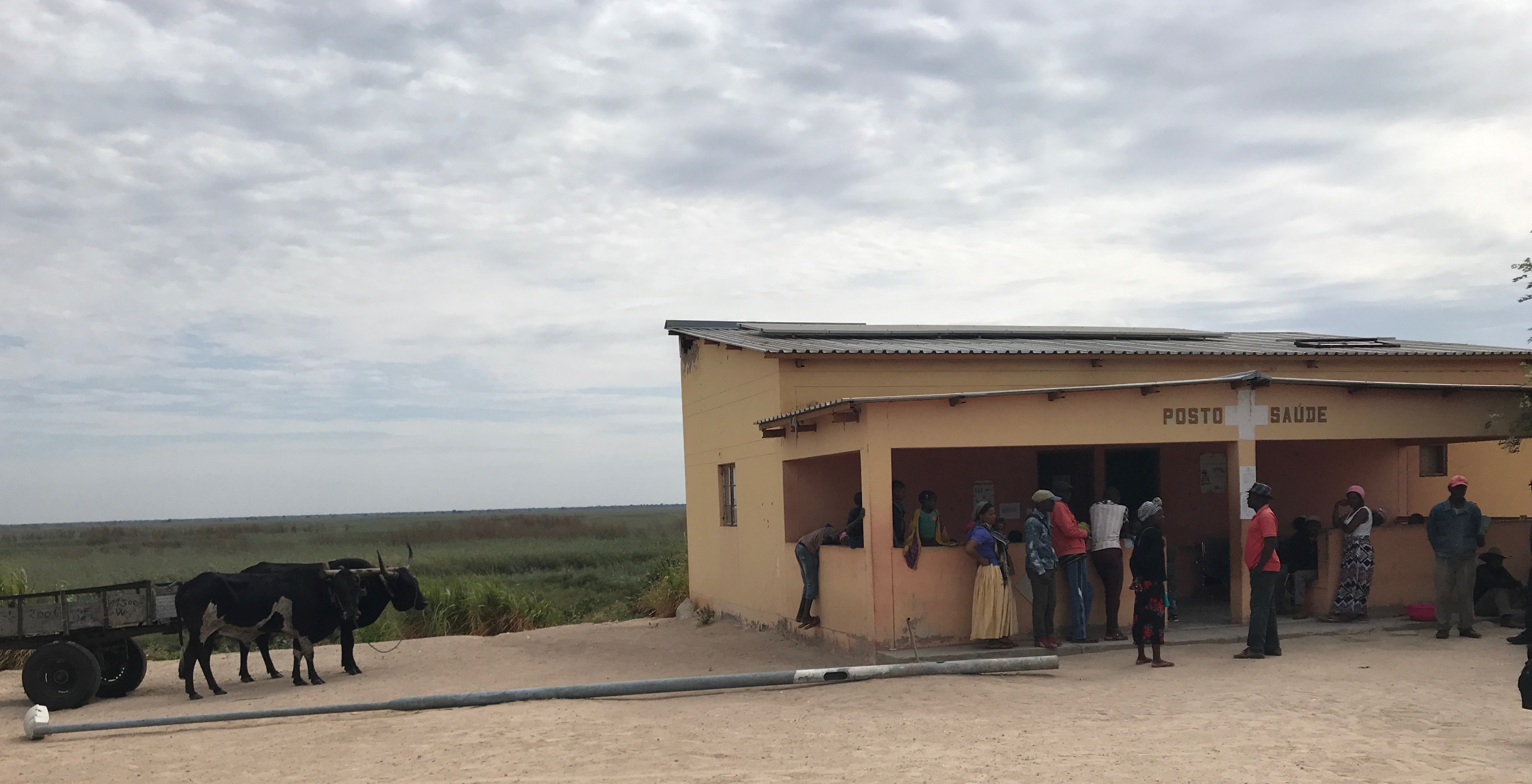
里溫戈的健康中心

里溫戈（葡萄牙語：Rivungo），是安哥拉的城鎮，位於該國東南部，由庫安多古班哥省負責管轄，處於寬多河畔，面積29,510平方公里，2011年人口53,000，人口密度每平方公里2人。